# Andrea Suppa
Andrea Suppa (* 1628 in Messina; † 1671 ebenda) war ein italienischer Maler und Architekt des Barock auf Sizilien.

## Leben
In Messina war er zunächst der Schüler von Bartolomeo Tricomi und anschließend des flämischen Malers Abraham Casembroot (* in Brügge 1594; † 1658 in Messina). Seine Mitschüler bei Casembroot  waren Filippo Giannetto und Domenico Guargena.
Seine Fresken und Tafelbilder malte Suppa meist in kirchlichem Auftrag in Messina und der näheren Umgebung. Sein Schüler in Messina war Antonio Bova (1628–1771).
Viele seiner Werke wurden durch das schwere Erdbeben von 1908 zerstört.
Von ihm stammt auch der Entwurf für das Santuario di Montevergine von Messina, das 1654 realisiert wurde.

## Werke
- Santuario di Montevergine (Messina) entworfen von Andrea Suppa (vor 1654)
- Chiesa SS. Annunziata (Messina): Deckenfresko in der Cappella di S. Gregorio und Tafelbild “Mariä Himmelfahrt”. Chiesa San Domenico (Messina): Glasmalerei der Fenster, gemeinsam mit Scilla
- Chiesa di San Domenico – Oratorio di San Francesco (Messina) Fresken